# العلاقات الفانواتية اللاتفية
العلاقات الفانواتية اللاتفية هي العلاقات الثنائية التي تجمع بين فانواتو ولاتفيا.

## مقارنة بين البلدين
هذه مقارنة عامة ومرجعية للدولتين:
| وجه المقارنة                                              | فانواتو                                  | لاتفيا                                             |
| --------------------------------------------------------- | ---------------------------------------- | -------------------------------------------------- |
| المساحة (كم2)                                             | 12.19 ألف                                | 64.59 ألف                                          |
| عدد السكان (نسمة)                                         | 276.24 ألف                               | 1.93 مليون                                         |
| الكثافة السكانية (ن./كم²)                                 | 22.66                                    | 29.88                                              |
| العاصمة                                                   | بورت فيلا                                | ريغا                                               |
| اللغة الرسمية                                             | اللغة البسلاما، لغة فرنسية، لغة إنجليزية | اللغة اللاتفية                                     |
| العملة                                                    | فاتو فانواتي                             | يورو، لاتس لاتفي، الروبل اللاتفي ‏، الروبل اللاتفي ‏ |
| الناتج المحلي الإجمالي (بليون دولار)                      | 862.88 مليون                             | 30.26 مليار                                        |
| الناتج المحلي الإجمالي (تعادل القوة الشرائية) بليون دولار | 790.76 مليون                             | 49.24 مليار                                        |
| الناتج المحلي الإجمالي الاسمي للفرد دولار أمريكي          | 2.81 ألف                                 | 14.06 ألف                                          |
| الناتج المحلي الإجمالي للفرد دولار أمريكي                 | 3.03 ألف                                 | 23.55 ألف                                          |
| مؤشر التنمية البشرية                                      | 0.594                                    | 0.819                                              |
| رمز المكالمات الدولي                                      | +678                                     | +371                                               |
| رمز الإنترنت                                              | .vu                                      | .lv                                                |
| المنطقة الزمنية                                           | ت ع م+11:00                              | ت ع م+02:00، ت ع م+03:00، أوروبا/ريغا ‏             |

## منظمات دولية مشتركة
يشترك البلدان في عضوية مجموعة من المنظمات الدولية، منها:
| علم المنظمة | اسم المنظمة                        | تاريخ انضمام فانواتو | تاريخ انضمام لاتفيا |
| ----------- | ---------------------------------- | -------------------- | ------------------- |
|             | يونسكو                             | 10 فبراير 1994       | 9 يوليو 1951        |
|             | مؤسسة التمويل الدولية              | 28 سبتمبر 1981       | 29 سبتمبر 1993      |
|             | منظمة حظر الأسلحة الكيميائية       | ?                    | ?                   |
|             | مؤسسة التنمية الدولية              | 28 سبتمبر 1981       | 11 أغسطس 1992       |
|             | منظمة التجارة العالمية             | ?                    | 1999                |
|             | وكالة ضمان الاستثمار متعدد الأطراف | 27 يوليو 1988        | 21 أغسطس 1998       |
|             | الاتحاد البريدي العالمي            | ?                    | ?                   |
|             | الاتحاد الدولي للاتصالات           | 30 مارس 1988         | 11 ديسمبر 1921      |
|             | الأمم المتحدة                      | 15 سبتمبر 1981       | 17 سبتمبر 1991      |
|             | البنك الدولي للإنشاء والتعمير      | 28 سبتمبر 1981       | 11 أغسطس 1992       |
|             | المنظمة الهيدروغرافية الدولية      | ?                    | ?                   |

## وصلات خارجية
- موقع وزارة الخارجية اللاتفية